# حاجی‌خلیل (بسنی)
حاجی‌خلیل (به ترکی استانبولی: Hacıhalil) یک منطقهٔ مسکونی در ترکیه است که در بسنی واقع شده‌است.